# Compressione dati lossy
Nel campo dell'informatica e delle telecomunicazioni, la compressione dati con perdita, o anche compressione dati lossy (dall'inglese loss: perdita), individua una classe di algoritmi di compressione dei dati che porta alla perdita di parte dell'informazione originale durante la fase di compressione/decompressione dei dati che la rappresentano. Si distingue dalla compressione senza perdita, nella quale viene conservata interamente l'informazione originale.

## Descrizione
Decomprimendo un file compresso con un metodo lossy la copia ottenuta sarà peggiore dell'originale per livello di precisione delle informazioni che codifica, ma in genere comunque abbastanza simile da non comportare perdita di informazioni irrinunciabili. Ciò è possibile poiché i metodi di compressione a perdita di informazioni in genere tendono a scartare le informazioni poco rilevanti, archiviando solo quelle essenziali: per esempio comprimendo un brano audio secondo la codifica dell'MP3 non vengono memorizzati i suoni non udibili, consentendo di ridurre le dimensioni dei file senza compromettere in modo sostanziale la qualità dell'informazione.
La compressione dei dati con perdita di qualità è ampiamente usata in molti settori dell'informatica: su Internet, nell'ambito dello streaming dei media, nella telefonia, per la compressione di immagini o altri oggetti multimediali, ecc.
Una volta compresso un file con un metodo lossy, le informazioni perse non saranno più recuperabili. Una sua apertura e una sua ricompressione con metodi lossless o con un metodo lossy con una compressione minore non permetteranno di tornare alla quantità di informazioni iniziali ma anzi, l'ulteriore compressione lossy potrebbe far perdere ulteriori informazioni, ma ingrandendo le dimensioni del file.

### Esempi
Esempio di immagine compressa con l'algoritmo JPEG standard a diverse qualità:

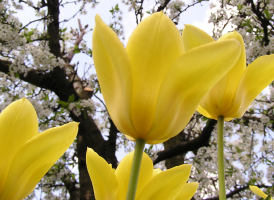
Qualità 100% – 87,7 kB
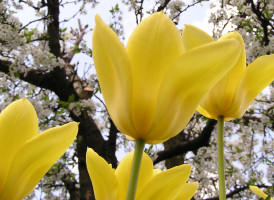
Qualità 90% – 30,2 kB
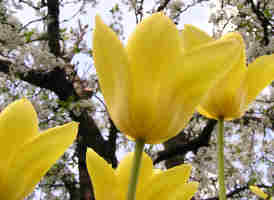
Qualità 50% – 6,7 kB
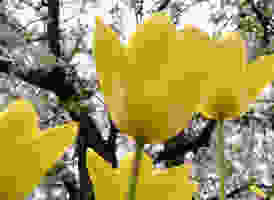
Qualità 10% – 3,2 kB

Come si può notare il miglior rapporto qualità/dimensione si ha con valore intorno al 90%. È inoltre immediatamente osservabile come, all'aumentare del livello di compressione, compaiano artefatti sempre più visivamente evidenti, a fronte di una riduzione di dimensioni del file sempre più marginale.

## Algoritmi

### Audio
- ADPCM
- AAC
- MPC o Musepack
- ATRAC
- Dolby AC3
- MP2
- MP3
- Ogg Vorbis (non ristretto da brevetti)
- VQF
- WMA
- AC3
- CELP
- G.711
- G.726
- GSM 06.10
- Ogg Speex (non ristretto da brevetti)

## Galleria d'immagini
- JPEG (ne esiste anche una versione senza perdita, poco usata)

### Video (immagini in movimento)
- DV
- H.261
- H.262
- H.264
- HEVC
- MPEG-1
- MPEG-2
- MPEG-4
- Ogg Theora (non ristretto da brevetti)
- DivX
- Xvid
- 3GPP
- WMV
- VC-1
- Dirac
- DNxHD
- MJPEG